# Crno i belo
A Crno i belo (magyarul: Fekete és fehér) egy dal, amely Macedóniát képviselte a 2012-es Eurovíziós Dalfesztiválon. A dalt a macedón Kaliopi adta elő macedónul.
A dalt 2012. február 29-én egy speciális műsor kereteiben mutatták be a macedón közszolgálati televízión, mivel korábban az énekesnőt egy belső zsűri jelölte ki arra a feladatra, hogy képviselje hazáját az Eurovíziós Dalfesztiválon. Szövegét maga az előadó írta, míg a zenéjét férjének Romeo Grillnek köszönheti, akivel már korábban is több dalt készített.
Az Eurovíziós Dalfesztiválon a dalt először a május 24-én rendezett második elődöntőben adták elő, a fellépési sorrendben másodikként, a szerb Željko Joksimović Nije ljubav stvar című dala után és a holland Joan Franka You and Me előtt. Az elődöntőben 53 ponttal a kilencedik helyen végzett, így továbbjutott a döntőbe.
A május 26-án rendezett döntőben a fellépési sorrendben huszonkettedikként adták elő, a máltai Kurt Calleja This Is the Night című dala után és az ír Jedward Waterline című dala előtt. A szavazás során 71 pontot kapott, mely a 13. helyet helyet jelentette a 26 fős mezőnyben. A maximális 12 pontot két országtól, Bosznia-Hercegovinától és Szerbiától kapta meg.
A következő macedón induló Esma és Lozano volt Pred da se razdeni című dalukkal a 2013-as Eurovíziós Dalfesztiválon.